# Équipe de Colombie de baseball
 (mai 2016).
Uniformes
L'équipe de Colombie de baseball représente la Colombie lors des compétitions internationales, comme les Jeux olympiques ou la Coupe du monde de baseball notamment.

## Palmarès

Ancien logo.

Jeux olympiques
- 1992 : non qualifiée
- 1996 : non qualifiée
- 2000 : non qualifiée
- 2004 : non qualifiée
- 2008 : non qualifiée
- 2009

Classique mondiale de baseball
- 2006 : non qualifiée
- 2009 : non qualifiée
- 2013 : non qualifiée
- 2017 : éliminée au 1er tour
- 2023 : Phase de groupes

Coupe du monde de baseball
| - 1940 : non qualifiée - 1941 : non qualifiée - 1942 : non qualifiée - 1943 : non qualifiée - 1944 : 6e - 1945 : 2e - 1947 : 1er - 1948 : 3e - 1950 : 6e - 1951 : 8e - 1952 : 8e - 1953 : 7e |  | - 1961 : non qualifiée - 1965 : 1er - 1969 : 8e - 1970 : 4e - 1971 : 2e - 1972 : non qualifiée - 1973 : 4e - 1974 : 3e - 1976 : 8e - 1978 : non qualifiée - 1980 : 9e - 1982 : non qualifiée |  | - 1984 : non qualifiée - 1986 : 10e - 1988 : non qualifiée - 1990 : non qualifiée - 1994 : 12e - 1998 : non qualifiée - 2001 : non qualifiée - 2003 : non qualifiée - 2005 : 16e - 2007 : non qualifiée |

Jeux panaméricains
- 1971 :  3e

Coupe intercontinentale de baseball
- 1975 : 8e
- 1977 : 5e